# Góry Królowej Aleksandry
Góry Królowej Aleksandry (ang. Queen Alexandra Range) – pasmo górskie znajdujące się w Antarktydzie Wschodniej (na zachód od lodowca Beardmore’a) będące częścią Gór Transantarktycznych. Jego długość wynosi około 160 kilometrów. Najwyższym szczytem pasma jest Góra Kirkpatricka, której wysokość wynosi 4528 m n.p.m.. Pasmo górskie zostało odkryte podczas brytyjskiej ekspedycji z lat 1907–1909; nazwa pasma została nadana przez Ernesta Shackletona i honoruje brytyjską królową Aleksandrę Duńską.